# Mariakapel 'Hertogin van Brabant'

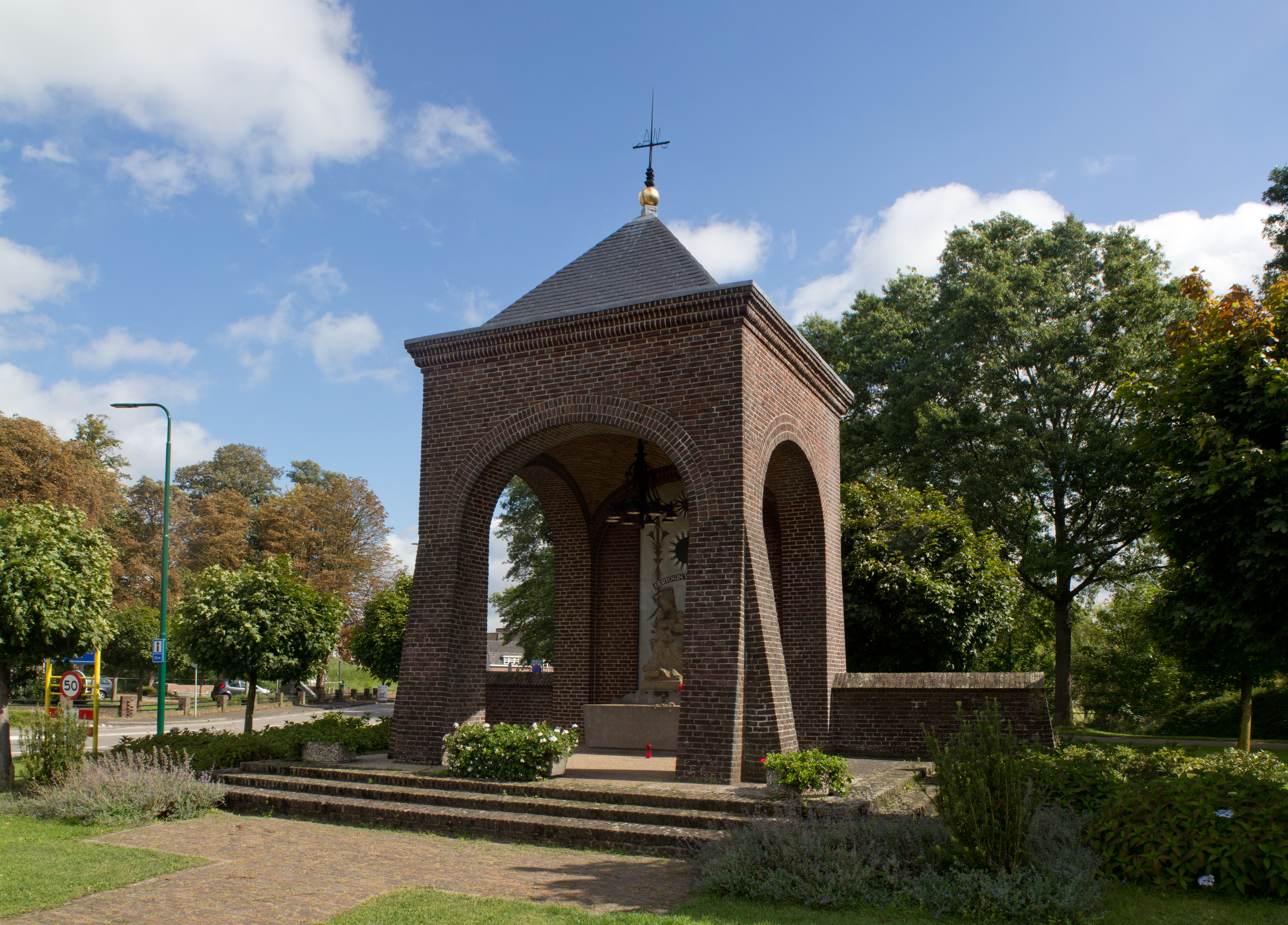
De Mariakapel "Hertogin van Brabant" in Grave

De Mariakapel 'Hertogin van Brabant'  is een kapel in Grave in de Noord-Brabantse gemeente Land van Cuijk. De kapel ligt ongeveer een kilometer ten zuiden van de John S. Thompsonbrug, aan de N324. De kapel is een gemeentemonument.

## Geschiedenis
Door de opening van de Maasbrug in 1929 was Grave de oostelijke poort van Brabant geworden, en de tegenwoordige provinciale weg 324 was destijds de Rijksweg die Nijmegen en 's-Hertogenbosch verbond. De bouw van de mariakapel aan deze weg werd geïnspireerd door een, via de radio op 30 April 1946 uitgezonden, preek van kapelaan Hermus van de Sint-Janskathedraal in Den Bosch over het Mariabeeld dat waakt in het westen van Brabant aan de Moerdijk en Onze Zoete Lieve Vrouw die haar zorgen speidt vanuit de Sint-Janskathedraal. Na het horen van de preek trokken frater Rudolph van het Blindeninstituut in Grave, en Piet Pennings, voorzitter van de Katholieke Arbeiders Beweging (KAB) onafhankelijk de conclusie dat ook in het oosten een Mariabeeld moest waken over de toegang tot de provincie. 
De KAB liet een kapel ontwerpen  door de Bossche architectenfirma F.C.W. Schütz in de stijl van de Delftse School. Het beeld was van de hand van de beeldhouwer Peter Roovers die in de regio diverse profane en religieuze beelden had vervaardigd. Naar verluidt, werd het beeld gemaakt uit een blok tufsteen dat door de Duitse bezetters bedoeld was voor een monument voor de overwinning. De muurschildering op de achtergrond werd gemaakt door de Bossche kunstenaar Marius de Leeuw.
Op Hemelvaartsdag 15 mei 1947 werd de kapel ingezegend door de bisschop van Den Bosch mgr. W. Mutsaerts. In de openingsrede sprak rector Bekkers, die later Mutsaerts zou opvolgen als bisschop, de hoop uit “dat Maria in de kapel aan de Oostelijke toegangspoort tot Brabant er voor moge waken dat vreemde ideologieën buiten de grenzen van dit goede land worden gehouden”. De ritueelrijke opening, bijgewoond door o.a. de commissaris der koningin prof. dr. J.E. de Quay, afgevaardigden van de Diocesane KAB, het Brabants Studenten Gilde en van de vereniging Brabantia Nostra, was een voor die tijd typische uiting van het katholicisme in het zuiden van Nederland.

## Opbouw en inrichting

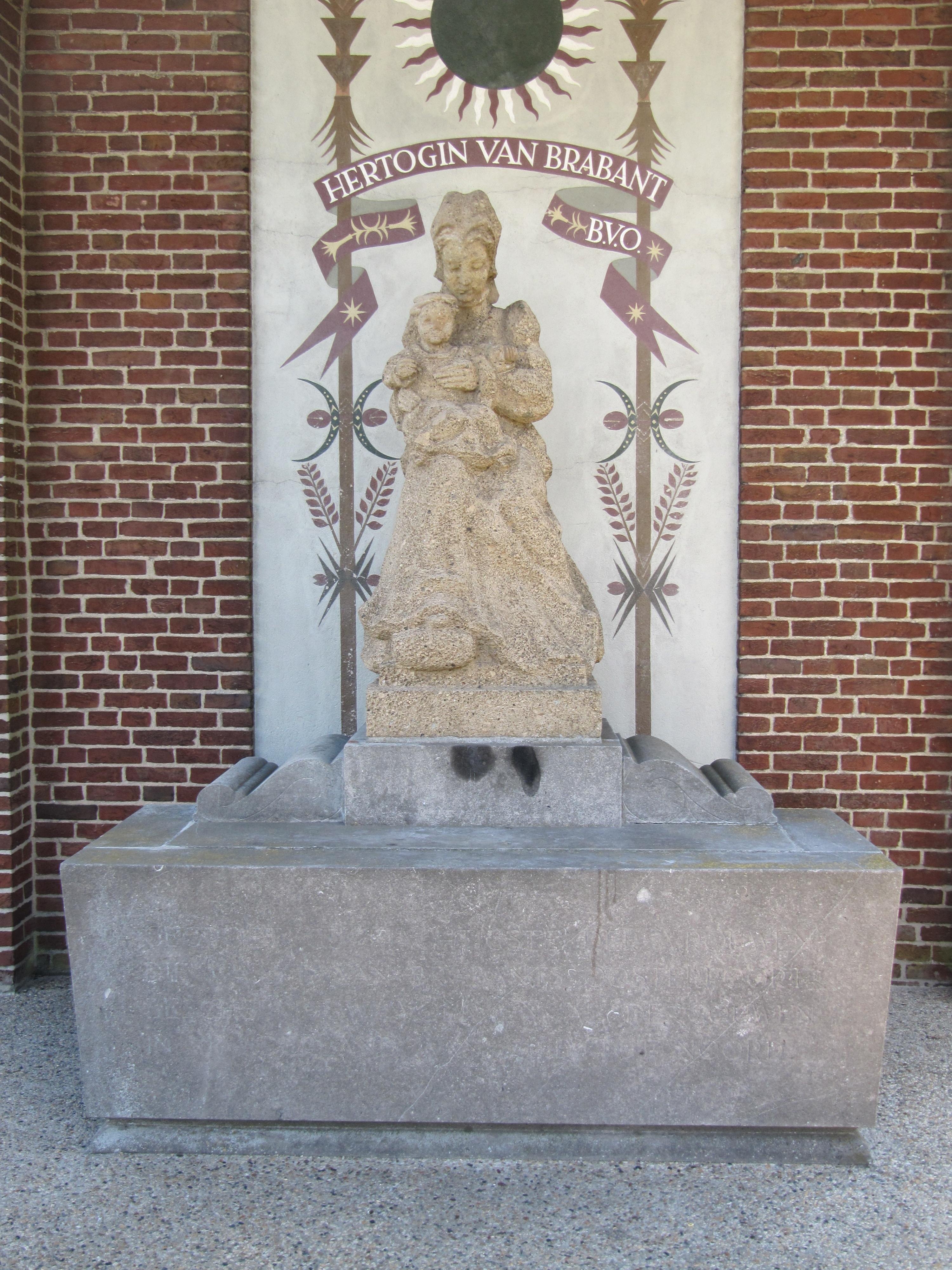
Het mariabeeld van Peter Roovers

De kapel staat op een vierkant podium van drie treden. Onder de bakstenen luifel met leien spits staat een altaar met een tufstenen beeld van Maria met Kind. Op het altaar is de tekst uitgehouwen:
GEGROET GIJ MACHTIGSTE DER VROUWEN. DIE WAAKT AAN BRABANTS OOSTERPOORT! BESCHERM UW VOLK EN AL DE GOUWEN, IN ’T VADERLAND VAN ZUID TOT NOORD.
Op de achtergrond is een geschilderde banderol waarop staat:
HERTOGIN VAN BRABANT B.V.O.